# Le Cigalon
Pour plus de détails, voir Fiche technique et Distribution.
Cigalon est un téléfilm français réalisé par Georges Folgoas à partir d’un scénario de Marcel Pagnol.

## Synopsis
Cigalon, restaurateur dans un petit village de Provence, refuse de servir les clients… Et soudain madame Toffi, son ancienne blanchisseuse, ouvre un restaurant avec son neveu Virgile… Vexé, Cigalon contre-attaque et se remet en cuisine…
Ce film est un hommage à Marcel Pagnol disparu peu avant le tournage. Réalisé dans le village d’Aubagne, où est né Marcel Pagnol, Le Cigalon a été diffusé pour la première fois, l’après-midi du dimanche 25 décembre 1975 pour l’inauguration de TF1 couleur.

## Fiche technique
- Scénario : Marcel Pagnol
- Réalisateur : Georges Folgoas
- Production : TF1
- Directeur photo : Louis Chrétien
- Décors : Serge Sommier et Michel Breton
- Genre : Comédie
- Pays :  France
- Durée : 89 minutes
- Date de 1re diffusion : dimanche 25 décembre 1975 pour l’inauguration de TF 1 couleur
- Date de sortie : France : 1975

## Distribution
- Michel Galabru : Cigalon
- Andréa Ferréol : Madame Toffi
- Bernard Pinet : Virgile, neveu de madame Toffi
- Marco Perrin : Ludovic
- Roger Carel : le riche client
- Henri Virlojeux : le brigadier
- Gérard Croce : le gendarme
- Andrée Damant : Sidonie
- Georges Audoubert : l'instituteur
- Paulette Frantz : Adèle